# Élisabeth de Nassau-Dillenbourg
La comtesse Élisabeth de Nassau-Dillenbourg (25 septembre 1542 à Dillenburg – 18 novembre 1603 à Dillenburg), est la fille de Guillaume de Nassau-Dillenbourg et Julienne de Stolberg et est l'une des sœurs de Guillaume le taciturne.

## Mariage et descendance
Le 16 juin 1559, elle épouse Conrad de Solms-Braunfels (bg). Ils ont les enfants suivants :
- Jean-Albert Ier (de) (5 mars 1563 – 14 mai 1623), marié à la comtesse Agnès de Sayn-Wittgenstein. Ils sont les parents de Amélie de Solms-Braunfels ;
- Philippe Frédéric (13 octobre 1560 – 26 juin 1567) ;
- Juliana (5 février 1562 – 19 février 1563) ;
- Eberhard (11 janvier 1565 – 12 février 1596) ;
- Élisabeth (18 mars 1566 – 28 juillet 1570) ;
- Ernest (18 novembre 1568 – 24 août 1595) ;
- Guillaume Ier (de) (18 avril 1570 – 3 février 1635), marié à Marie-Amélie de Nassau-Dillenbourg ;
- Otto (3 janvier 1572 – 23 juillet 1610) ;
- Reinhard (27 mars 1573), marié à Walburga Anna de Daun et, d'autre part, à Élisabeth de Salm ;
- Philippe (29 mars 1575 – 20 janvier 1628) ;
- Juliana (bg) (7 mai 1578 – 1634), épouse de Louis II de Sayn-Wittgenstein (de) ;
- Anne Élisabeth (15 avril 1580 – 18 août 1580) ;
- Henri (10 mars 1582 – 23 avril 1602) ;
- Anne Marie (3 janvier 1585 – 19 juin 1586).

Amélie de Solms-Braunfels, une fille de son fils aîné Jean Albert Ier, est mariée à son neveu Frédéric-Henri d'Orange-Nassau.
Marie-Amélie de Nassau-Dillenbourg, la seconde épouse de son fils Guillaume Ier, est une fille du frère d'Élisabeth, Jean VI de Nassau-Dillenbourg de son second mariage avec Cunégonde Jacoba de Simmern, de sorte qu'Elisabeth est à la fois la tante et de sa belle-mère de Marie.